# Щепсел и щепселна кутия
Щепселът (от немски: Stöpsel – запушалка, тапа; всъщност на немски: Stecker – щепсел) е токовземащо, а щепселната кутия е токоотдаващо електроинсталационно изделие за временно присъединяване към токозахранващата мрежа. 

## Щепселни кутии (контакти)
Щепселната кутия (известна с популярното наименование контакт), е трайно свързан елемент като част от общата инсталация на електрическата мрежа ниско напрежение в един обект. Предназначението ѝ е да „токоотдава“, т.е. да създава възможност за ползване и консумиране на електрическа енергия чрез включване към електрическата инсталация.

## Конструкция на щепселна кутия
Конструктивните елементи на щепселната кутия трябва да обезпечат надеждна връзка с електрическата инсталация, сигурен и здрав корпус на тялото, надеждна връзка при включване на щепсел без прегряване, нагар и опасност от късо съединение и пожар, и добра механическа и електрическа защита за ползвателя на изделието. Състои се от:
- защитен капак. Изработва се от пластмаса и е предназначен да осигурява висока надеждност при експлоатацията на уреда. Капакът конструктивно трябва да има достатъчна механична здравина и да закрива и предпазва от допир тоководещите части под напрежение;
- основа. Корпусът на кутията служи като основа на монтажа на тоководещите части за връзка с електроинсталацията и токовземащото гнездо, скоби за укрепване на щепселната кутия в конзолата, защитните заземителни (зануляващи) пластини, механичните елементи за надеждно закрепване на капака. Корпусът задължително се изработва от топлоустойчив материал (пластмаса или порцелан), който не провежда електрически ток.
- контактни клеми. Контактните клеми за връзка към електрическата инсталация и тоководещото гнездо се произвеждат от високопроводим материал – месингова пружинираща ламарина или от месингови пластини и винт. Връзката трябва да осигурява надежден контакт без прегряване, увеличаване на електрическото съпротивление и самозапалване на електроизолационните материали на кабелите. [1]
- съединителен кабел. Съединителните кабели са тези, които са вградени трайно в електроинсталационната мрежа. Обикновено са едножилни медни проводници с голямо сечение, изолирани с топлоустойчив електроизолационен материал. Когато се правят контакти като преносими подвижни удължители или разклонители, тогава се използват медни гъвкави многожилни проводници, изолирани с топлоустойчив електроизолационен материал. Съединителният кабел трябва да осигурява достатъчно свобода за позициониране на уреда в помещението, но не бива да бъде прекалено дълъг.

## Използване на щепселните кутии
За монтаж се произвеждат различни конструкции щепселни кутии и се предлагат разновидности в зависимост от предназначението си, начина на монтаж, електрическото напрежение на мрежата, вида и броя на щифтовете.

### Двуполюсни щепселни кутии
- щепселни кутии за открита инсталация. Произвеждат се с порцеланова основа с пружиниращи гнезда с голям пластмасов капак, обхващащ цялата основа на контакта.
- щепселна кутия за полускрита инсталация. Закрепват се с винтове в специални кутии за полускрита инсталация.
- щепселна кутия за скрита инсталация. Закрепва се чрез крачета с шипове в конзолата. Произвежда се в обикновено изпълнение и ли с предпазан контакт тип шуко.
- щепселна кутия влагозащитено изпълнение. Произвеждат се върху порцеланова основа и имат кутия с шарнирно закрепен защитен пластмасов капак.

Тези щепселни кутии се произвеждат в разновидност еднополюсни и двуполюсни и с капаци в обикновено изпълнение и с капаци тип предпазен контакт (шуко). Работно напрежение до 250 V и сила на тока до 16 А (в най-старите контакти до 10А). 

### Триполюсни щепселни кутии
Тези щепселни кутии се произвеждат в двуполюсно и триполюсно изпълнение със заземителен щифт за включване към електрическа мрежа ниско напрежение. Двуполюсните кутии се използват за електрическо захранване на битови уреди (печки, фурни, бойлери, отоплителни уреди), а триполюсните за трифазно захранване на машини (ел. двигатели), електрически инструменти или производствени съоръжения с по-висока консумация на електрически ток. Работното им напрежение е 250 или 380 V и ток 15 или 25 А. Според изпълнението биват:
- щепселни кутии за открита уредба. Произвеждат се върху порцеланова основа с монтирани контактни гнезда за плоски щифтове и специални ребра върху капака против разместване местата на фазите;
- щепселни кутии за скрита уредба. Произвеждат се върху порцеланова основа с монтирани контактни гнезда за плоски щифтове и специални ребра върху капака против разместване местата на фазите. Предлагат се заедно със специална кутия за скрито вграждане, двуполюсна със заземителен щифт и за напрежение 250 V, при сила на консумирания ток за 15 и за 25 А. Обикновено намира приложение за ползване в инсталации за захранване на уреди в бита;
- щепселна кутия водозащитено изпълнение. Произвеждат се както тези за открита уредба в пластмасова кутия, с плоски контактни щифтове и шарнирно монтиран и уплътнен пластмасов капак. Има влагозащитен вход за проводниците тип Ел-21.[2]

### Слаботокови щепселни кутии
Тези щепселни кутии се използват за токоотдаване в мрежи с напрежение 36 V и сила на електрическия ток 0,5 А. Намират приложение за включване на високоговорители към мрежата за радиофициране. Имат пластмасово тяло, пригодено за скрита или открита уредба и намалено междуосово разстояние между щифтовете на щепсела, като защита срещу включването на други консуматори. 

## Двуполюсни щепсели
Щепселът е токовземащо електроинсталационно изделие за временно присъединяване към токозахранващата мрежа. Използва се съвместно с щепселна кутия. Конструктивните елементи на щепсела трябва да осигурят надеждна връзка с елементите на щепселната кутия и електрическата инсталация. Необходимо е да имат здрав корпус на тялото, надеждна електрическа връзка на щифтовете и кабела, както и надеждна изолация и добро механическо захващане на кабела за електрическата защита за ползвателя на изделието. Състои се от:
- тяло. Изработва се от две половинки от пластмаса. В основата се монтират всички съставни части на щепсела и конструктивно се изработва с достатъчна механична здравина, за да закрива и предпазва от допир тоководещите части под напрежение;
- заземителни (зануляващи) пластини и винт за присъединяване на заземителния проводник;
- скоба за укрепване на изходния кабел (шнур) на щепсела;
- контактни щифтове. Изработват се от месинг. Имат отвор и винт за укрепване и надежден електрически контакт с жилото на кабела. [2]

Конструктивно щепселите се оформят по различен начин в зависимост от приложението и условията за екплоатация. Основните присъединителни размери за свързване и начина на включване към щепселните кутии, са стандартизирани в отделни региони или държави. Това многообразие прави невъзможно присъединяването на едни щепсели към щепселни кутии от друг стандарт.

## Триполюсни щепсели
Триполюсните щепсели се използват за включване към триполюсна щепселна кутия. Използват се за включване към електрическата мрежа ниско напрежение на по-мощни консуматори, изискващи по-голямо напрежение (380 V) и по-големи стойности на електрическия ток – 15 или 25 А. Конструктивно са оформени за двуфазен ток и земя (за електродомакински уреди – печки, фурни, бойлери и мощни отоплителни тела) и трифазна електрическа мрежа и заземителен щифт за машини, електроинструменти, мощни отоплителни тела или пещи, с консумация на ток до 25 А. Състоят се от корпус, съставен от две тела, задържащо устройство за проводниците и плоски месингови щифтове. Заземителният щифт е меден. 

## Щепсели за слаботокови апаратури
Използват се за включване към слаботокови щепселни кутии. Съществуват две основни разновидности
- двуполюсен щепсел за напрежение 36 V и ток 0,5 А, съставен от тяло от две пластмасови части;
- еднополюсен щепсел, който е месингово тяло, покрито с изолация. [2]

## Щекер
Щекерите са разновидност на щепселните кутии. Използват се за свързване на мобилни уреди и съоръжения, потребяващи електрическа енергия към електрическата инсталация. Към щекера се свързва токопроводящ гъвкав шнур и щепсел за включване към стабилната инсталация. Използва се предимно за захранване на уреди с неголеми мощности в домакинството, като се включва към контактните щифтове на преносимите електрически уреди – ютии, кафеварки, скари, чайници и др. Щекерите обикновено се произвеждат с различна форма на пластмасовото тяло, но контактното включващо порцеланово тяло е стандартно и еднакво за различните модели и в него са вградени двуполюсните тоководещи пластини и заземителна пластина. 

## Стандарти
В България е приет използвания стандарт и в Европейския съюз на щепселите и щепселните кутии за променлив ток от тип Шуко, официално определен в стандарт CEE 7/4, или известен още като „Тип F“. Въпреки това, за Европа това не е универсално използвания стандарт. Много държави, сред които Франция, Белгия, Италия, Дания, Полша, Чехия и Словакия, имат други стандарти за щепсели и щепселните кутии (контакти). Част от тях обаче са механично съвместими с Шуко, т.е. щепсели Шуко влизат в съответните щепселни кутии, и обратно, щепсели от съответната държава влизат в щепселните кутии тип „Шуко“.